# Міжнаціональна асоціація перевізників та автостанцій

## Громадська спілка “Міжнаціональна асоціація перевізників та автостанцій” (МАПА)
Громадська спілка “Міжнаціональна асоціація перевізників та автостанцій” (“МАПА”) — об’єднання всіх учасників ринку пасажирських автобусних перевезень в Україні: перевізників, автостанцій, влади, бізнесу та міжнародних представників.
Мета спілки — покращення функціонування ринку автобусних перевезень з конкурентними умовами за європейськими нормами.

## Діяльність
ГС “МАПА” здійснює:
- представлення інтересів учасників у профільних органах державної влади та місцевого самоврядування;
- участь у розробці та вдосконаленні законодавчих актів у сфері пасажирських перевезень;
- правовий супровід і консультаційну підтримку учасників спілки;
- співпрацю з міжнародними організаціями щодо впровадження європейських регламентів;
- організацію форумів, стратегічних сесій, взаємодію з міністерствами та контролюючими органами.

## Боротьба з нелегальними перевезеннями
Одним із ключових напрямків діяльності спілки є протидія нелегальним перевізникам на приміських, міжміських та міжнародних маршрутах. За даними організації, близько 80 % перевезень в Україні здійснюється поза межами правового поля, що щорічно призводить до втрат державного бюджету в розмірі близько 500 млн грн. По данним ГС “МАПА” на 2025 рік, з понад 20 000 регулярних автобусних перевізників з України за кордон 30% працюють нелегально.

## Учасники
До членів ГС “МАПА” входять:
- автобусні перевізники;
- представники автостанцій;
- міжнародні партнери;
- громадські ініціативи та пасажири.

## Ініціативи
Організація запровадила систему онлайн-перевірки легальності автобусних перевезників через державні реєстри транспортних засобів. Користувачі можуть самостійно перевірити номер автобуса, і в разі відсутності його в офіційному реєстрі — залишити відповідну інформацію для перевірки такого перевізника.

## Статистика
За даними ГС «МАПА», у 2023 році оборот ринку нелегальних пасажирських перевезень в Україні склав понад 13,2 млрд грн, а послугами таких перевезень скористалось близько 341,2 млн пасажирів. Зокрема:
- у міжнародному сполученні: 1,6 млн пасажирів і 3,2 млрд грн обороту (28 % від усіх міжнародних перевезень);
- у міжобласному сполученні: 8,6 млн пасажирів і 4,3 млрд грн обороту (72 %);
- у міському та міжміському сполученні: 331 млн пасажирів і 5,7 млрд грн обороту (94 %).

## Керівництво
Директорка спілки — Векліч Альона.